# EC Macapá
Az Esporte Clube Macapá, Macapá város labdarúgó csapata. A brazil együttes Amapá állam első osztályú bajnokságának részt vevője és legsikeresebb csapata.

## Története
Az klubot 1944. november 18-án hozták létre Panair Esporte Clube néven. Megalakulásuk után, meg is nyerték az első alkalommal kiírt Amapaense bajnokságot. 1946-ban felvették a Esporte Clube Macapá nevet, mely a mai napig is használatos.

## Sikerlista

### Állami
- 17-szeres Amapaense bajnok: 1944, 1946, 1947, 1948, 1954, 1955, 1956, 1957, 1958, 1959, 1969, 1974, 1978, 1980, 1981, 1986, 1991